# Аладесанми, Кевин
Кевин Адемола Аладесанми Санчес (исп. Kevin Ademola Aladesanmi Sanchez; 12 ноября 1998, Йёнчёпинг, Швеция) — шведский футболист, полузащитник, клуба «Атлетико Хуниор».
Аладесанми родился в семье нигерийского футболиста Феликса Адемолы и колумбийки, во время их отпуска в Швеции. После развода родителей Кевин остался с матерью в Колумбии.

## Клубная карьера
Аладесанми начал заниматься футболом в «Парма де Барранкилья», там его заметили скауты «Удинезе» и пригласили в Италию. В 2017 году для получения игровой практики Кевин был отдан в аренду в португальский «Ольяненсе». 2 апреля в матче против дублёров лиссабонского «Спортинга» он дебютировал в Сегунда лиге. Летом того же года Аладесанми вернулся в Колумбию, став игроком клуба «Барранкилья». 3 июля в матче против «Реал Сантандер» он дебютировал в Примере B. В поединке против «Вальедупара» Кевин забил свой первый гол за «Барранкилью». В начале 2018 года Аладесанми перешёл в «Атлетико Хуниор». 4 февраля в матче против «Атлетико Букараманга» он дебютировал в Кубке Мустанга.